# Musée vivant

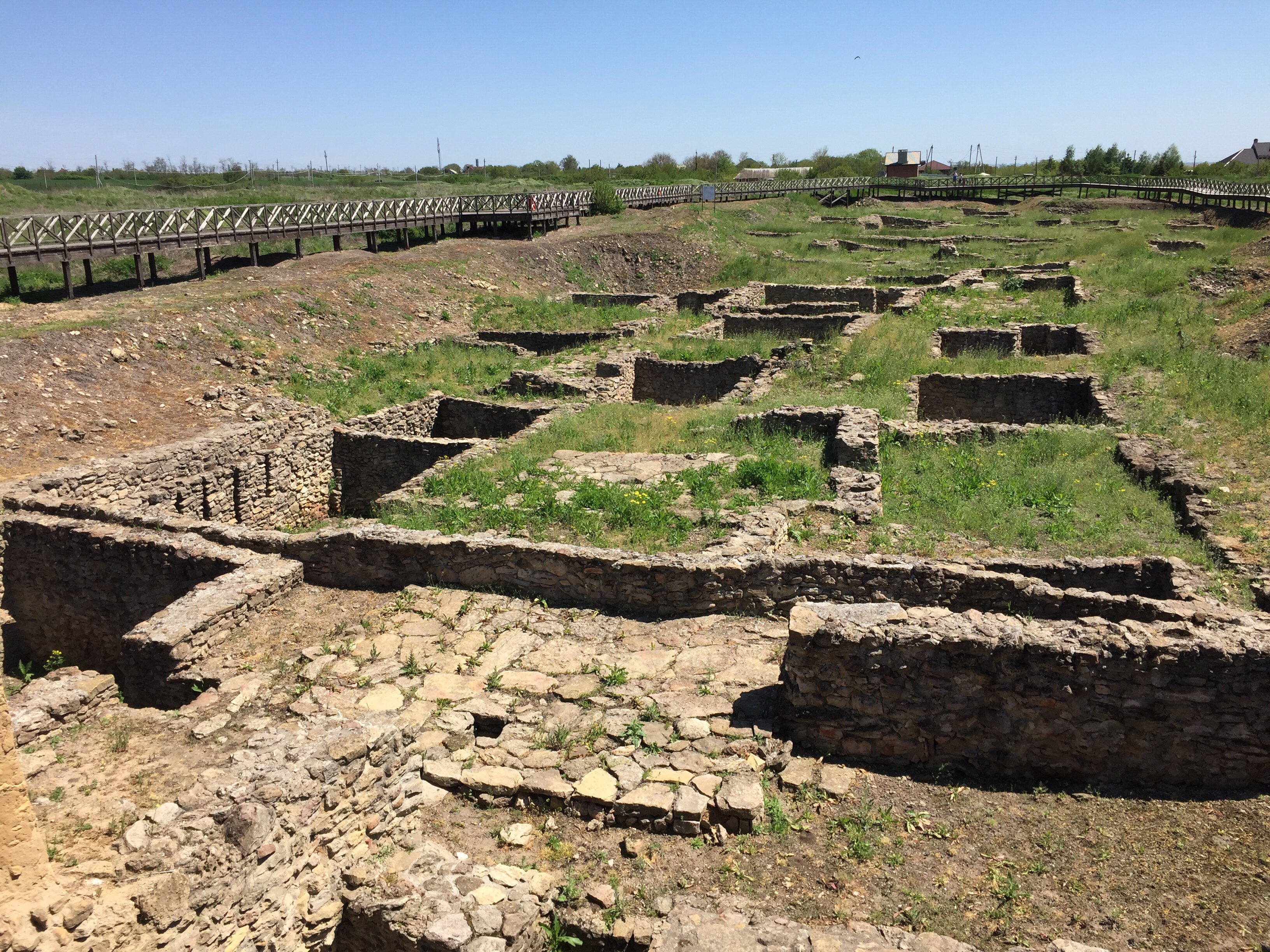
musée-viviant Nedvigovka,Fouilles archéologiques du Tanaïs

Un musée vivant est un type de musée historique qui vise à représenter la vie, les traditions et l'histoire d'une culture ou d'une communauté de manière interactive et souvent immersive. Contrairement aux musées traditionnels où les objets sont généralement exposés dans des vitrines avec des étiquettes explicatives, les musées vivants cherchent à créer une expérience plus dynamique et engageante pour les visiteurs.
Ce type de musée propose ainsi une expérience immersive grâce à laquelle le visiteur est plongé dans les conditions d'une culture, d'un environnement naturel ou d'une période historique.

## Quelques musées vivants
- Musée vivant des vieux métiers à Argol (Finistère)

- Musée vivant de l'énergie à Rai (Orne)

- United States Holocaust Memorial Museum (États-Unis)[1]

- Musée du Zuyderzee (Pays-Bas)[2]